# Regla de Hückel

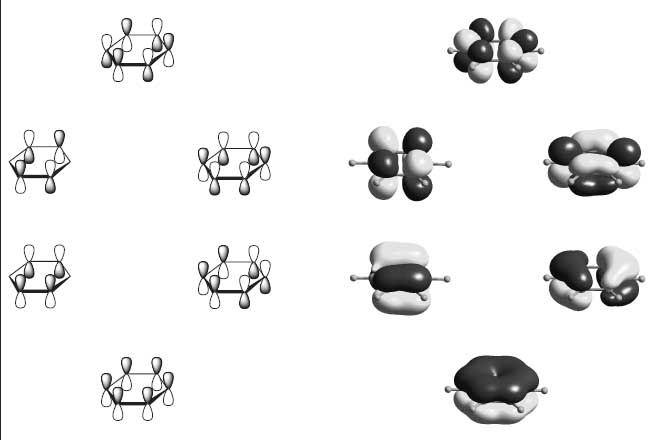
Orbitales atómicos y moleculares del benceno, el compuesto aromático más ampliamente reconocido, con electrones deslocalizados.

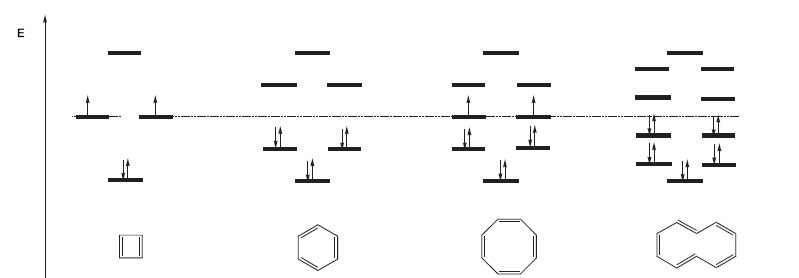
Diferentes moléculas aromáticas o antiaromáticas. De izquierda a derecha, ciclobutadieno, benceno, ciclooctatetraeno, ciclodecapentaeno.

En química orgánica, la regla de Hückel relaciona la aromaticidad con el número de electrones deslocalizados en orbitales sp2 de una molécula orgánica plana y cíclica que tiene enlaces simples y enlaces dobles conjugados. En concreto, la regla de Hückel indica que una molécula plana es aromática si tiene 4n+2 electrones π, y antiaromática si tiene 4n electrones π. La importancia de la regla radica en la gran diferencia de estabilidad entre compuestos aromáticos, no aromáticos y antiaromáticos, de forma que se pueden hacer predicciones cualitativas sobre la estabilidad química de los diferentes compuestos de forma sencilla. En concreto se puede aplicar la regla de Hückel del siguiente modo: 4n+2 debe ser igual al número de electrones π ( número de dobles enlaces x 2), si el número de electrones π es igual a "4n", será antiaromático. Si no cumple las reglas es no aromático.
El caso típico de aromaticidad, y el más corriente y abundante en la naturaleza, es la molécula de benceno. Es una molécula cuyos niveles de energía son fáciles de ver, según los nodos que presenten las combinaciones de orbitales moleculares. El estado energético fundamental se presenta sin ningún nodo, en el siguiente encontramos dos estados degenerados con uno o más nodos.
La regla de Hückel se puede relacionar con los orbitales resultantes de combinar n orbitales atómicos. Como dice la teoría del orbital molecular, el resultado de combinar n orbitales atómicos es n orbitales moleculares de diferente energía. Como cada carbono tendrá un electrón en su orbital p libre, de n orbitales moleculares tendremos n electrones deslocalizados. Y como en cada orbital molecular caben 2 electrones en espín opuesto, se llenan n/2 orbitales moleculares.
Se encuentra que si el número de electrones es 4n, los electrones llegan a un estado energético un poco superior al anterior, y por esa razón evitan deslocalizarlos, bien localizando electrones o rompiendo la planaridad. En cambio, si el número de electrones es 4n+2, los electrones se quedan en un estado energético mucho más bajo y se estabilizan más.
En la figura se ven las estructuras y orbitales moleculares de ciclos crecientes con enlaces simples y dobles alternados, que son, sucesivamente, antiaromáticas y aromáticas, de acuerdo con la regla de Hückel. Las energías relativas de los orbitales se obtienen por cálculos de química cuántica y no son evidentes a partir de la simple aplicación del conteo de electrones.
La base para su formulación mecánico cuántica fue elaborada por primera vez por el químico físico Erich Hückel in 1931. La expresión sucinta como regla 4n+2 se ha atribuido a von Doering (1951),  aunque varios autores estaban usando esa forma más o menos al mismo tiempo.